# Cláudio Aviciano
Cláudio Aviciano (em latim: Claudius Avitianus) foi um oficial romano do século IV, ativo durante o reinado do imperador Juliano (r. 361–363). Sua ofício é registrado em duas inscrições idênticas (VIII 7037 e VIII 7038) oriundas de Constantina, na Numídia, e algumas leis preservadas no Código de Teodósio (VIII 5. 15a, XI 28 Ia, XV 3. 2a) e Justiniano (VIII 10. 7a); as inscrições nomeiam-o "conde da primeira ordem, agente do prefeito" (comes primi ordinis agens pro praefectis), enquanto as leis nomeiam-o vigário da África (entre 362-363). Em 365, Aviciano acusou o prefeito pretoriano Cláudio Mamertino de peculato, o que causou sua demissão. Talvez seja o "conde Aviciano" de Cesaroduno (atual Tours), cuja natureza cruel foi abrandada por São Martinho e cuja esposa enviou óleo a Martinho para ser abençoado.